# Ashleigh Moolman-Pasio
Ashleigh Moolman-Pasio (Pretoria, 9 december 1985) is een Zuid-Afrikaans wielrenster die sinds 2023 voor de Belgische wielerploeg AG Insurance-Soudal Quick-Step rijdt. Ze werd meerdere keren Zuid-Afrikaans en Afrikaans kampioene. Ook won ze brons op de Gemenebestspelen 2014 in Glasgow. Moolman is getrouwd met triatleet Carl Pasio en rijdt sindsdien onder de naam "Moolman-Pasio".

## Carrière
Ashleigh Moolman studeerde scheikunde aan de Universiteit van Stellenbosch, waar ze haar wielertalent ontdekte. Aanvankelijk deed ze aan triatlon, maar concentreerde zich later op wielrennen. In 2009 studeerde ze af en in 2010 reed ze haar eerste profseizoen in Europa, bij de Belgische wielerploeg Lotto-Belisol Ladies. In dat jaar werd ze 17e in haar eerste Giro-deelname, maar brak ze wel driemaal haar sleutelbeen. In 2011 werd ze voor het eerst Afrikaans kampioene op de weg en tijdens het wereldkampioenschap in Kopenhagen eindigde ze in de top 30 in zowel de weg- als tijdrit.

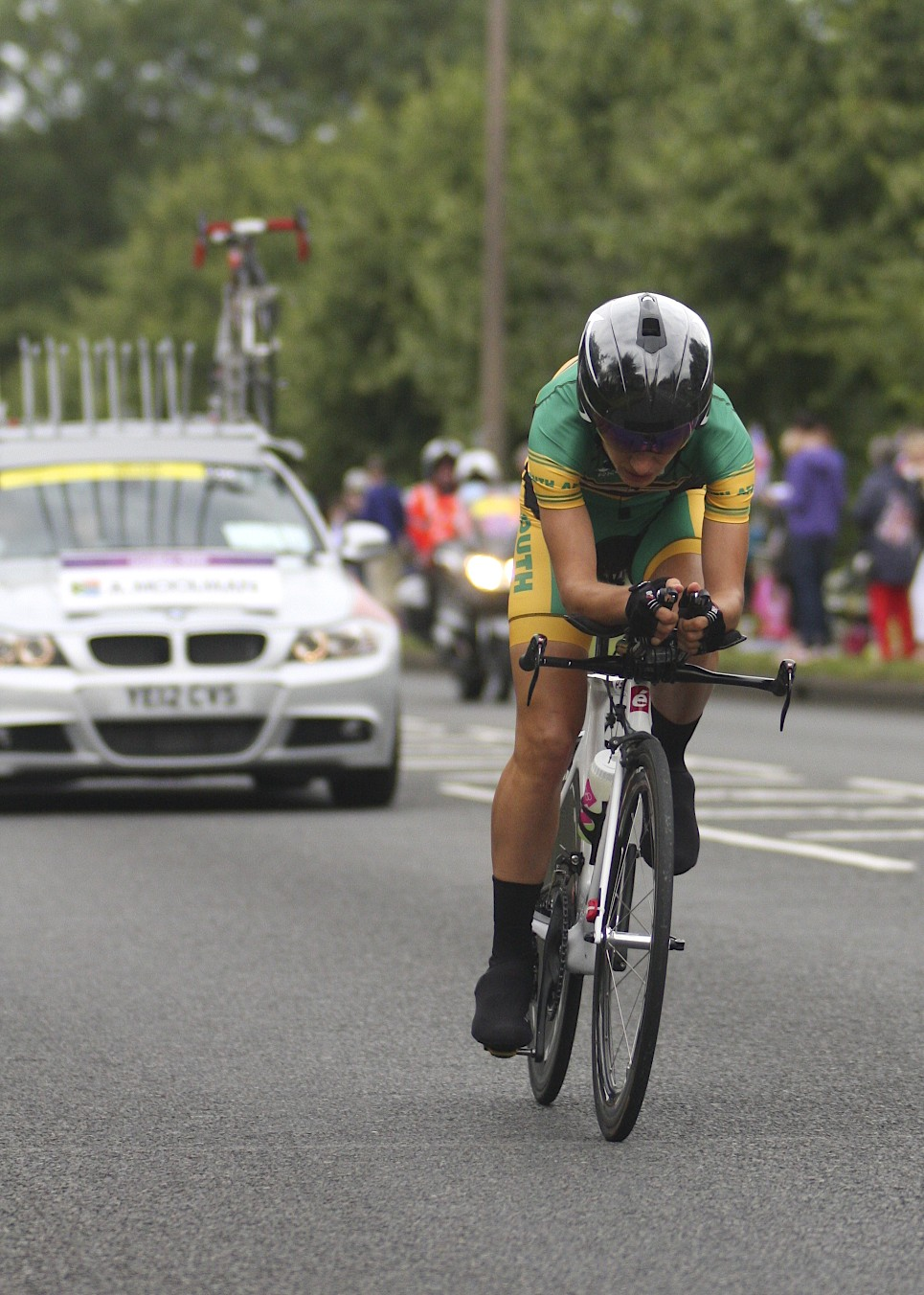
Olympische tijdrit in Londen 2012.

In 2012 werd ze voor het eerst nationaal Zuid-Afrikaans kampioene op de weg. Ze won het bergklassement van de GP Elsy Jacobs, werd vijfde in de Waalse Pijl en werd tiende in de Giro Donne. In augustus kwam ze uit voor Zuid-Afrika bij de wegwedstrijd tijdens de Olympische Zomerspelen 2012 in Londen. Hier finishte ze als zestiende. Op het onderdeel individuele tijdrit eindigde ze op de 24e plaats. In september werd ze twaalfde tijdens het WK op de weg in Valkenburg, op ruim vier minuten achter winnares Marianne Vos. In november won ze tijdens het continentaal kampioenschap zowel de weg- als de tijdrit.
In 2013 werd ze zowel tweevoudig nationaal als tweevoudig continentaal kampioene. Ze werd derde in de Waalse Pijl, achtste in de Giro en werd voor het derde jaar op rij tweede in de Tour de l'Ardèche; de eerste twee keren achter Emma Pooley en de laatste keer achter Tatiana Antoshina, met slechts 13 seconden verschil.
Na vier jaar bij Lotto-Belisol Ladies, kwam ze in 2014 uit voor het Noorse Hitec Products. Ze won dat jaar brons in de wegrit op de Gemenebestspelen 2014 in Glasgow achter Elizabeth Armitstead en Emma Pooley.
In 2015 stapte ze over naar het Zwitserse Bigla Pro Cycling Team. Ze werd in februari in één week tijd tweevoudig nationaal kampioene en zelfs drievoudig continentaal kampioene; naast de weg- en tijdrit, won ze ook de ploegentijdrit met Zuid-Afrika. In het voorjaar werd ze vierde in de Strade Bianche en de Waalse Pijl en ze werd tiende in de Ronde van Vlaanderen en de Trofeo Alfredo Binda. In juni won ze de driedaagse Auensteiner Radsporttage en werd in de vijfdaagse Emakumeen Bira met één seconde verschil verslagen door Katarzyna Niewiadoma. In juli finishte ze in vier etappes van de Giro op het podium en werd hierdoor vierde op ruim twee minuten achter winnares Anna van der Breggen. In oktober werd ze met vijf seconden verslagen door Elisa Longo Borghini in de tweede editie van de Giro dell'Emilia. Hierdoor werd ze zesde in de UCI-ranglijst, als eerste Zuid-Afrikaanse in de top tien.

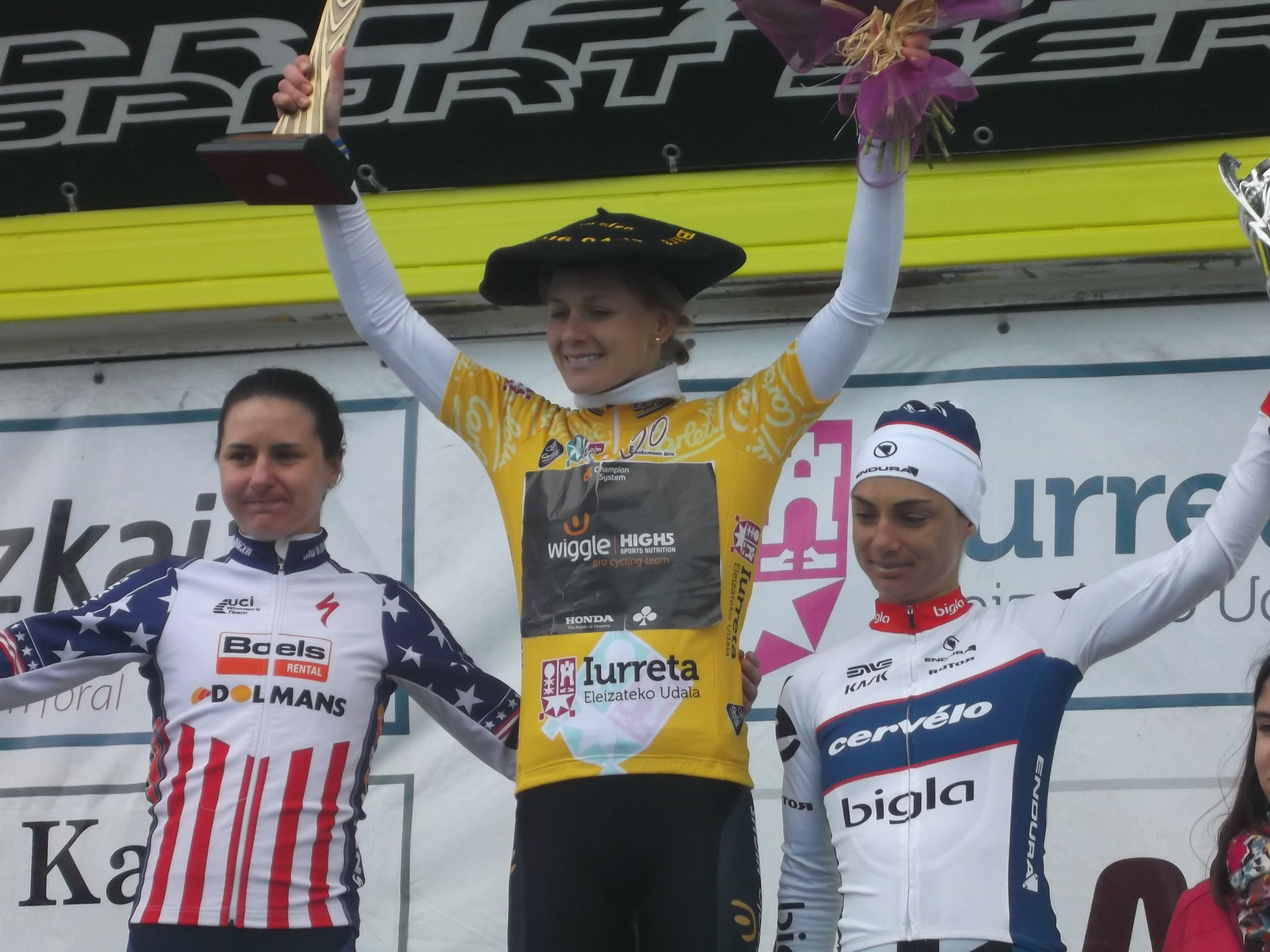
Podium Emakumeen Bira 2016.

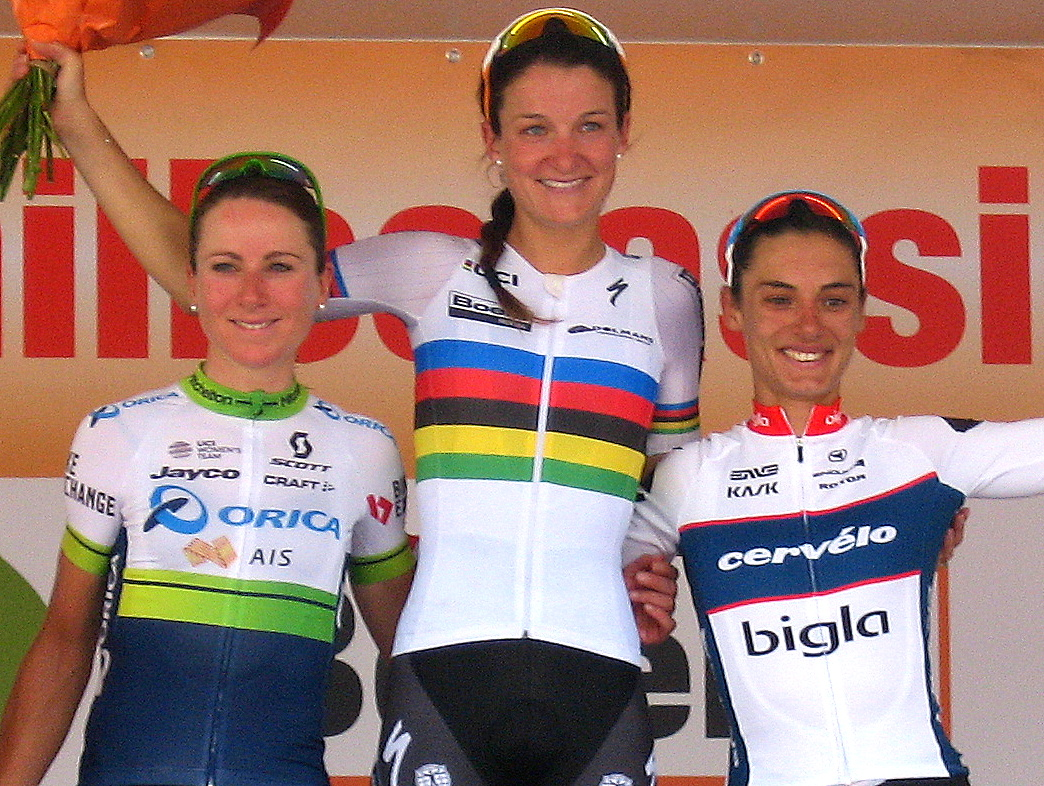
3e in de Holland Hills Classic 2016.

Net als in 2015 behaalde ze in 2016 het podium in de Emakumeen Bira, werd ze tweede in de Giro dell'Emilia (wederom achter Longo Borghini) en won ze de Auensteiner Radsporttage. Ze werd derde in de Holland Hills Classic en tweede in The Women's Tour, op elf seconden achter Armitstead. In augustus kwam Moolman uit op de Olympische Zomerspelen 2016 in Rio de Janeiro; ze werd tiende in de wegrit en twaalfde in de tijdrit. Ze won twee etappes en het eind- en puntenklassement in de Giro della Toscana en met haar ploeg Cervélo-Bigla werd ze tweede in de Open de Suède Vårgårda en derde in het wereldkampioenschap ploegentijdrit in Doha, Qatar. In de tijdrit werd ze 18e en in de wegwedstrijd 26e. Eén week later, op 23 oktober, kwam ze zwaar ten val in de Chrono des Nations, terwijl ze met de snelste tussentijd op koers naar winst lag. Ze brak haar heup toen ze op een stilstaande politiemotor klapte, die gestopt was voor een eerder gevallen renster.
Op 9 februari 2017, ruim drie maanden na haar val, maakte ze haar rentree: ze won het Zuid-Afrikaans kampioenschap tijdrijden. In de wegwedstrijd werd ze derde, net als in de Setmana Ciclista Valenciana. In het eerste volledige Ardense drieluik voor vrouwen eindigde ze telkens in de top tien. Eén week later won ze de proloog in de GP Elsy Jacobs en werd derde in het eindklassement op zeven seconden achter de winnares, thuisrijdster Christine Majerus. Drie weken later won ze de slotrit in de Baskische Emakumeen Bira en nam daarmee de punten-, berg- en leiderstrui over van de Orica-rensters Katrin Garfoot en Annemiek van Vleuten. In de week erna, op 26 en 27 mei, won ze beide wedstrijden van de GP Plumelec-Morbihan. Na enkele top-10 uitslagen in The Women's Tour ging ze als een van de favorieten van start in de Giro Rosa, maar moest voor de 3e etappe opgeven wegens ziekte.
In het voorjaar van 2018 reed Moolman-Pasio zeven voorjaarsklassiekers. Op de 18e plek in de Amstel Gold Race na, eindigde ze in alle wedstrijden in de top tien; zowel in de Ronde van Vlaanderen als in Luik-Bastenaken-Luik behaalde ze de vierde plaats en in de Waalse Pijl eindigde ze zelfs op het podium met de tweede plek.
Op 9 december 2020 won Moolman-Pasio het WK Zwift eSports vrouwen en werd daarmee de eerste wereldkampioene eCycling ooit. Op 10 juli 2021 won ze de koninginnenrit in de Giro Donne.

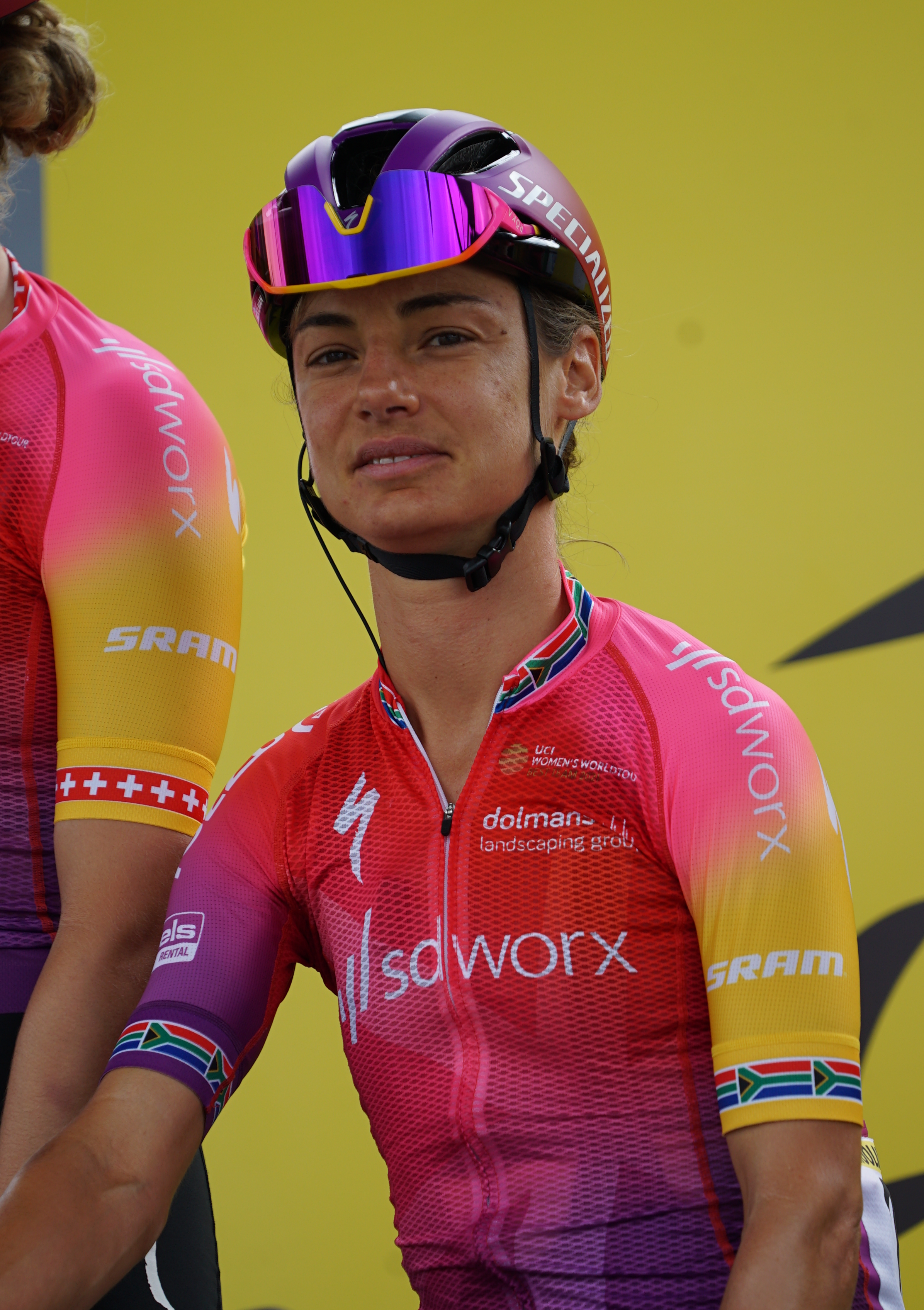
Moolman-Pasio in de Tour de France Femmes 2022.

In februari 2022 gaf Moolman-Pasio aan dat 2022 haar laatste seizoen zal zijn. Een half jaar later kwam ze terug op haar beslissing na haar deelname aan de eerste Tour de France Femmes 2022, waar ze in de laatste etappe niet meer van start ging wegens ziekte. Ze maakte bekend in 2023 uit te komen voor AG Insurance NXTG. Hier kan ze als kopvrouw rijden in de grote ronden, met als hoofddoel te proberen de Tour de France te winnen. 

## Palmares
2009
 Zuid-Afrikaans kampioenschap op de weg
2011
 Afrikaans kampioene op de weg
 Afrikaans kampioenschap tijdrijden
 Zuid-Afrikaans kampioenschap tijdrijden
2012
 Zuid-Afrikaans kampioene op de weg
 Zuid-Afrikaans kampioenschap tijdrijden
 Afrikaans kampioene op de weg
 Afrikaans kampioene tijdrijden
 Bergklassement GP Elsy Jacobs
4e etappe Ronde van de Vrijstaat
2e etappe (tijdrit) Tour de l'Ardèche
2013
 Zuid-Afrikaans kampioene op de weg
 Zuid-Afrikaans kampioene tijdrijden
 Afrikaans kampioene op de weg
 Afrikaans kampioene tijdrijden
Boels Rental Hills Classic
2014
 Zuid-Afrikaans kampioene op de weg
 Zuid-Afrikaans kampioene tijdrijden
 Commonwealth Games, wegrit
2015
 Zuid-Afrikaans kampioene op de weg
 Zuid-Afrikaans kampioene tijdrijden
 Afrikaans kampioene op de weg
 Afrikaans kampioene tijdrijden
 Afrikaans kampioene ploegentijdrit
 Eindklassement Auensteiner–Radsporttage
3e etappe en bergklassement
2016
 Eindklassement Auensteiner–Radsporttage
Etappe 2B
 Eindklassement Giro della Toscana
Proloog en 2e etappe
2017
 Zuid-Afrikaans kampioene tijdrijden
 Zuid-Afrikaans kampioenschap op de weg
Proloog GP Elsy Jacobs
 Eindklassement Emakumeen Bira
Punten- en bergklassement Emakumeen Bira
5e etappe Emakumeen Bira
La Classique Morbihan
GP Plumelec-Morbihan
 Eindklassement Giro della Toscana
2e etappe
2018
Bergklassement Setmana Ciclista Valenciana
La Classique Morbihan
GP Plumelec-Morbihan
2019
Emakumeen Nafarroako Klasikoa
 Afrikaanse Spelen tijdrijden
2020
 Zuid-Afrikaans kampioene tijdrijden
 Zuid-Afrikaans kampioene op de weg
2021
9e etappe Ronde van Italië
2022
Eindklassement Ronde van Romandië
2e etappe
2023
3e etappe Setmana Ciclista Valenciana
Emakumeen Saria
1e etappe Ronde van de Pyreneeën
Puntenklassement Ronde van de Pyreneeën
2024
 Afrikaans kampioene op de weg

### Kampioenschappen en Giro
| Wedstrijd                             | 2009   | 2010 | 2011   | 2012   | 2013 | 2014 | 2015 | 2016 | 2017  | 2018 | 2019 | 2020 | 2021 | 2022 | 2023 | 2024   | 2025 |
| ------------------------------------- | ------ | ---- | ------ | ------ | ---- | ---- | ---- | ---- | ----- | ---- | ---- | ---- | ---- | ---- | ---- | ------ | ---- |
| Zuid-Afrikaans kampioen op de weg     | Zilver | 18e  |        | Goud   | Goud | Goud | Goud | 6e   | Brons |      | Goud | Goud |      |      |      |        |      |
| Zuid-Afrikaans kampioen tijdrijden    |        |      | Zilver | Zilver | Goud | Goud | Goud |      | Goud  |      | 4e   | Goud |      |      |      |        |      |
| Afrikaans kampioenschap op de weg     |        |      | Goud   | Goud   | Goud |      | Goud |      |       |      |      |      |      |      |      | Goud   |      |
| Afrikaans kampioenschap tijdrijden    |        |      | Zilver | Goud   | Goud |      | Goud |      |       |      |      |      |      |      |      | Zilver |      |
| Giro Donne                            |        | 17e  | 13e    | 10e    | 8e   | 13e  | 4e   |      | dnf   | ↑    | 4e   | 6e   | ↑    |      |      |        |      |
| WK op de weg                          |        |      | 23e    | 12e    | 22e  | 20e  | 14e  | 26e  | dnf   | 17e  | 8e   | 56e  | 11e  | 11e  | 15e  | 36e    |      |
| WK tijdrijden                         |        |      | 30e    |        |      |      |      | 18e  | 7e    |      | 32e  |      |      | 16e  |      |        |      |
| Olympische wegrit / Gemenebestspelen  |        |      |        | 16e    |      | ↑    |      | 10e  |       |      |      |      | 13e  | 11e  |      | 33e    |      |
| Olympische tijdrit / Gemenebestspelen |        |      |        | 24e    |      | 15e  |      | 12e  |       |      |      |      | 8e   |      |      |        |      |

### Klassiekers en kleine rondes
| Jaar | Milaan-San Remo | Gent-Wevelgem | Ronde van Vlaanderen | Amstel Gold Race | Luik-Bast.‑Luik | Waalse Pijl | Classic Lorient Agglomération | Strade Bianche |  | WK op de weg |
| ---- | --------------- | ------------- | -------------------- | ---------------- | --------------- | ----------- | ----------------------------- | -------------- |  | ------------ |
| 2009 |                 |               |                      |                  |                 |             |                               |                |  |              |
| 2010 |                 |               |                      |                  |                 |             | 40e                           |                |  |              |
| 2011 |                 |               |                      |                  |                 | 42e         | 11e                           |                |  | 23e          |
| 2012 |                 |               |                      |                  |                 | 5e          | 15e                           |                |  | 12e          |
| 2013 |                 |               |                      |                  |                 | ↑           | 18e                           |                |  | 22e          |
| 2014 |                 |               | 21e                  |                  |                 | 5e          | 15e                           |                |  | 20e          |
| 2015 |                 |               | 10e                  |                  |                 | 4e          | 4e                            | 4e             |  | 14e          |
| 2016 |                 | 44e           | 31e                  |                  |                 | opgave      | opgave                        | uitgesl.       |  | 26e          |
| 2017 |                 | 31e           | 14e                  | 9e               | 6e              | 6e          | 11e                           | 18e            |  | opgave       |
| 2018 |                 | 7e            | 4e                   | 18e              | 4e              | ↑           | 8e                            | 8e             |  | 17e          |
| 2019 |                 | 28e           | 59e                  | 16e              | opgave          | 7e          | 91e                           | 6e             |  | 8e           |
| 2020 |                 |               | 30e                  |                  | 16e             | 6e          |                               |                |  | 56e          |
| 2021 |                 |               |                      | 9e               | 7e              | 12e         | 9e                            | 11e            |  | 11e          |
| 2022 |                 |               |                      | 7e               | 4e              | 4e          |                               | ↑              |  | 11e          |
| 2023 |                 |               | 35e                  | 8e               | 19e             | 6e          | 11e                           | 12e            |  | 15e          |
| 2024 |                 |               |                      | 7e               | 41e             | 5e          |                               | 17e            |  | 36e          |
| 2025 | 55e             |               |                      | 11e              |                 |             |                               |                |  |              |

| Resultaten in kleinere rondes |             |                                |                   |                          |                    |
| Jaar                          | Elsy Jacobs | Emakumeen Bira / Itzulia Women | Tour de l'Ardèche | Auensteiner Radsporttage | Giro della Toscana |
| 2009                          |             |                                | 37e               |                          |                    |
| 2010                          |             | 11e                            | opgave            |                          |                    |
| 2011                          |             | 6e                             | Zilver            |                          | opgave             |
| 2012                          | 11e         | opgave                         | (1)               |                          |                    |
| 2013                          | 18e         | opgave                         | Zilver            |                          |                    |
| 2014                          | 17e         | 4e                             |                   |                          |                    |
| 2015                          | 7e          | Zilver                         |                   | (1)                      |                    |
| 2016                          | 4e          | Brons                          |                   | (1)                      | (2)                |
| 2017                          | (1)         | (1)                            |                   |                          | (1)                |
| 2018                          | 8e          | 6e                             |                   |                          |                    |
| 2019                          |             |                                |                   |                          |                    |
| 2020                          |             |                                |                   |                          |                    |
| 2021                          |             |                                |                   |                          |                    |
| 2022                          |             | 17e                            |                   |                          |                    |

## Ploegen
- 2010 -  Lotto Ladies Team
- 2011 -  Lotto Honda Team
- 2012 -  Lotto-Belisol Ladies
- 2013 -  Lotto-Belisol Ladies
- 2014 -  Hitec Products
- 2015 -  Bigla Pro Cycling Team
- 2016 -  Cervélo-Bigla
- 2017 -  Cervélo-Bigla
- 2018 -  Cervélo-Bigla
- 2019 -  CCC-Liv
- 2020 -  CCC-Liv
- 2021 -  Team SD Worx
- 2022 -  Team SD Worx
- 2023 -  AG Insurance-Soudal Quick-Step
- 2024 -  AG Insurance-Soudal
- 2025 -  AG Insurance-Soudal

Andréasson · Burger · De Vuyst · Delfosse · Depoorter · Gilmore · Hatch · Lanssens · Moolman · Schoonbaert · Tomic · Van Doorslaer · Verbeke · Whitelaw
Andréasson · Cromwell · De Vuyst · Delfosse · Gilmore · Goossens · Hatch · Henrion · Hoskins · Moolman · Naude · Schoonbaert · Taylor · Werner · Whitelaw
Carless · de Groot · De Vuyst · Duyck · Goossens · Hannes · Henrion · Moolman · Nijns · Olivier · Pretorius · Schoonbaert · Taylor · van de Winkel · Van Looy
De Vries · D'Hoore · Duyck · Hannes · Laws · Lodewijks · Michal · Moolman · Rousse · Schoonbaert · Taylor · Van Severen
Bjørnsrud · Cordon · Gotaas Johnsen · Hatteland Lima · Heine · Hosking · Kitchen · Leth · Longo Borghini · Minge · Moberg · Moolman · Olsson · Thorsen
Aubry · Baur · Hanselmann · Klein · Koedooder · Koppenburg · Laws · Lepistö · Moolman-Pasio · Numainville · Olds · Schweizer · Slappendel · Small · van Vleuten
Hanselmann · Horne · Klein · Koppenburg · Lepistö · Moolman-Pasio · Numainville · Pilote-Fortin · Pohl · Small
Dragoo · Hanselmann · Horne · Klein · Koppenburg · Lepistö · Moolman-Pasio · Perchtold · Pikulik · Pilote-Fortin · Pohl · Uttrup Ludwig · Vilmann
Duyck · Hanselmann · Koppenburg · Lepistö · Moolman-Pasio · Norsgaard · Rose · Uttrup Ludwig · Vilmann
Demey · Van der Heijden · Korevaar · Kuijpers · Lach · Markus · Moolman-Pasio · Rooijakkers · Skalniak · Stultiens · Vos
Bertizzolo · Demey · Van der Heijden · Jaskulska · Korevaar · Kuijpers · Lach · Markus · Moolman-Pasio · Nerlo · Paladin · Rooijakkers · Skalniak · Stultiens · Vos
Blaak · Canuel · Cecchini · D'Hoore · Fisher-Black · Fournier · Majerus · Moolman-Pasio · Nosková · Pieters · Shackley · Uneken · Van der Breggen · Vollering
Blaak · Cecchini · Fisher-Black · Fournier · Frei(vanaf 8/8) · Kopecky · Majerus · Moolman-Pasio · Pieters · Reusser · Shackley · Uneken · Vas · Vollering
Benito · Boogaard · Borgström · Ghekiere · Goossens · Henttala · Kasper · Knaven · Louw · Masetti · Meertens · Moolman-Pasio · Pluimers · Rijnbeek · Steigenga · Wollaston
Benito · Bentveld (vanaf 24/4-tot 13/9) · Boogaard · Borgström · De Schepper (vanaf 14/6) · Ghekiere · Gigante · Goossens · Le Court · Louw · Masetti · Moolman-Pasio · Pluimers · Rijnbeek · Steigenga · Van de Velde · Wollaston
Bastiaenssen · Benito · Bentveld · Borgström · Bossuyt (vanaf 14/6) · Castrique · De Schepper · Ghekiere · Gigante · Goossens · Le Court · Louw · Manly · Masetti · Moolman-Pasio · Pluimers · Steigenga · Van de Velde · Verhulst-Wild · Žigart